# Joe Johnson (snookerzysta)
Joe Johnson (ur. 29 lipca 1952 w Bradford, West Yorkshire) – angielski snookerzysta.
Po udanej karierze amatorskiej – w 1978 był finalistą mistrzostw Anglii i mistrzostw świata – rozpoczął występy w gronie zawodowców w 1979. Przez kilka lat nie osiągał większych sukcesów, zyskał nawet opinię gracza, który nie potrafi grać przy kamerze telewizyjnej. W 1986 odniósł sensacyjne zwycięstwo na mistrzostwach świata, pokonując w finale mistrza lat 80., Steve'a Davisa 18:12. W kolejnym sezonie nie uzyskiwał dobrych rezultatów, jednak ponownie dotarł do finału mistrzostw świata; tym razem Davis wygrał 18:14.
Sukcesy te pozwoliły Johnsonowi awansować na piąte miejsce w rankingu światowym. Wygrał jeszcze m.in. Scottish Masters (1987) i European Grand Prix (1989). W kolejnych latach osiągał znacznie słabsze rezultaty, na co wpływ miały m.in. kłopoty ze wzrokiem.
Obecnie pracuje jako komentator snookera w stacji Eurosport.